# Cymothoa indica
Cymothoa indica es una especie de crustáceo isópodo marino del género Cymothoa, familia Cymothoidae. Fue descrita científicamente por Schiödte & Meinert en 1884.

## Distribución
Esta especie se encuentra en Australia, India, Tailandia, mar Mediterráneo y la parte central de Indo-Pacífico.